# Johan Ödmansson
Johan Ödmansson, född 17 november 1796 i Myresjö socken, död 23 februari 1869 i Landskrona, borgmästare och riksdagspolitiker.

## Biografi
Ödmansson var borgmästare i Landskrona i drygt 25 år. Han var riksdagsman för borgarståndet vid ståndsriksdagarna 1844–45, 1856–58, 1859–60, 1862–63 och 1865–66. Han representerade 1844–45 Landskrona och Varberg, 1856–58 enbart Landskrona och övriga riksdagar representerade han Landskrona och Ängelholm.
Efter representationsreformen invaldes 1867 Ödmansson i Landskrona valkrets som ledamot av riksdagens andra kammare, men deltog bara i riksdagen det första året av mandatperioden. I Landskrona finns en gata uppkallad efter honom, Ödmanssonsgatan.
Fick en minnessten år 2013 på Landskronas Walk of Fame som invigdes av Sveriges kung Carl XVI Gustaf.

### Övriga källor
- Förteckning å vällofliga Borgareståndets ledamöter vid lagtima riksdagen i Stockholm år 1865, borgarståndets protokoll 21/10 1865